# いすゞ自動車中部
いすゞ自動車中部株式会社（いすずじどうしゃちゅうぶ、英: ISUZU MOTORS CHUBU Co., Ltd.）は、愛知県名古屋市に本社を置く、いすゞ自動車を取り扱う自動車販売会社である。愛知運輸支局、石川運輸支局、福井運輸支局、岐阜運輸支局、静岡運輸支局及び長野運輸支局の管轄区域を販売エリアとする。
いすゞ自動車販売株式会社の100%子会社である。

## 沿革
- 2017年（平成29年）4月1日 - 「いすゞ自動車東海北陸株式会社」が「長野いすゞ自動車株式会社」を合併し、いすゞ自動車中部株式会社となる。
- 2023年（令和5年）12月19日 - いすゞ自動車とUDトラックスとの営業・アフターサービス協業拠点として、飯田サービスセンターをUDトラックス飯田カスタマーセンター内へ移転[4]。

## 事業所所在地
- 本社，　    名古屋市南区塩屋町5-1-3

愛知県エリア
- 名古屋支店，名古屋市南区塩屋町5-1-3
- 港支店，名古屋市港区藤前1-1137
- 中川サービスセンター， 名古屋市中川区西中島2-117
- 一宮支店，一宮市萩原町高木字西川田1
- 春日井支店，春日井市美濃町3-21
- 小牧サービスセンター，小牧市小牧原3-53
- 知多支店， 半田市岩滑東町1-105
- 岡崎支店， 岡崎市宇頭町字下堀所30
- 豊橋支店， 豊橋市清須町字堂西20-1
- 新車センター， 一宮市萩原町中島字流35

石川県エリア
- 業務部（北陸），金沢市湊4-25-1
- 石川営業部，金沢市湊4-25-1
- 石川支店，金沢市湊4-25-1
- 七尾サービスセンター，七尾市千野町は18

福井県エリア
- 福井営業部　福井市今市町58-5
- 福井支店，福井市今市町58-5
- 敦賀サービスセンター，敦賀市中央町1-6-1
- 福井中古車展示場 福井市今市町54-12

岐阜県エリア
- 岐阜支店， 岐阜市六条大溝1-7-1
- 大垣支店， 不破郡垂井町表佐字西小柳4936-1
- 美濃加茂支店， 美濃加茂市前平町1-6
- 東濃支店， 多治見市前畑町4-60
- 恵那サービスセンター， 恵那市大井町2087
- 高山支店， 高山市桐生町3-147
- 羽島中古⾞展示場， 羽島市正木町新井字五町目1014

静岡県エリア
- 業務部（静岡） - 静岡市駿河区豊田二丁目7-33
- 広域バス営業二部 - 静岡市駿河区豊田二丁目7-33
- サービス部品Ｇ - 静岡市駿河区豊田二丁目7-33
- 浜松支店 - 浜松市南区大柳町163
- 袋井支店 - 袋井市山科2494-1
- 藤枝支店 - 藤枝市堀之内1-12
- 静岡支店 - 静岡市駿河区豊田二丁目7-33
- 清水サービスセンター - 静岡市清水区庵原町137-10
- 富士支店 - 富士市今井332
- 沼津支店 - 沼津市東椎路589
- 静岡中古車展示場 - 藤枝市堀之内1-12

長野県エリア
- 長野本社 - 長野市稲里町中氷鉋385
- 長野支店 - 長野市大橋南二丁目3番地
- 東信支店 - 上田市岩下165
- 佐久サービスセンター - 佐久市大字根々井15-20
- 中信支店 - 松本市鎌田二丁目8番6号
- 諏訪サービスセンター - 諏訪市大字中洲神宮寺567-8
- 南信支店 - 伊那市西春近下小出前5516
- 飯田サービスセンター - 下伊那郡高森町下市田3210-10（UDトラックス飯田カスタマーセンターとの協業拠点）
- 長野中古車展示場 - 長野市稲里町中氷鉋385